# ویرجین فستیوال
ویرجین فستیوال (انگلیسی: Virgin Festival) شرکت سرگرمی کانادایی است، که در سال ۲۰۰۶ تأسیس شد.